# Friedensglocke (Frankfurt (Oder))

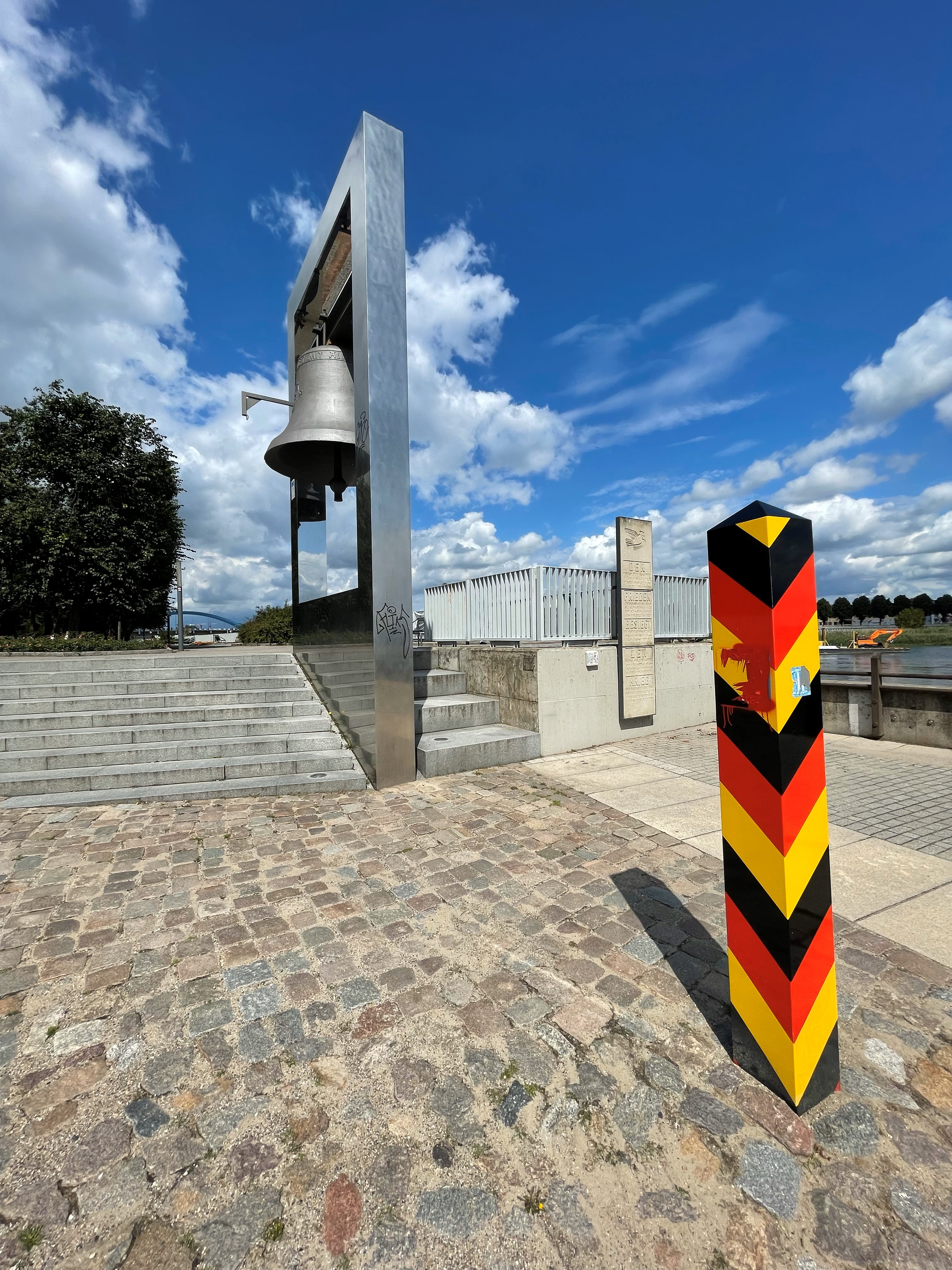
Die Friedensglocke im Edelstahlturm von 2011

Die Friedensglocke in Frankfurt (Oder) ist ein Baudenkmal für die Unterzeichnung des Vertrages über die Oder-Neiße-Grenze in Folge des Görlitzer Abkommens. Traditionell wird die Glocke am 1. September zum Weltfriedenstag geläutet. Die Glocke erklingt im Ton Cis´. Sie trägt die Inschrift Friede und Freundschaft mit allen Völkern.
Die Friedensglocke wurde auf Anregung von Georg Dertinger von der CDU der DDR im Blick auf den VI. Parteitag in Berlin (16. bis 18. Oktober 1952) gestiftet. Aus diesem Grund muss bei der Frankfurter Kreisgruppe der CDU eine Erlaubnis eingeholt werden, wenn die Glocke zu bestimmten Anlässen geläutet werden soll.

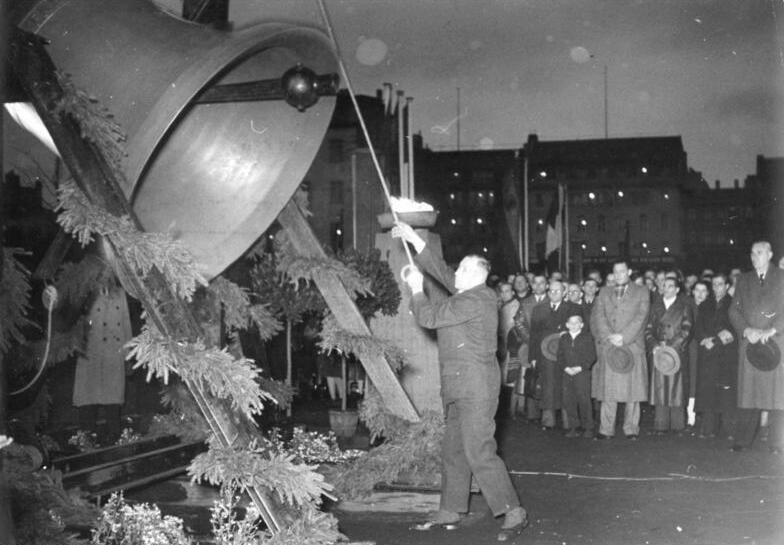
Glockenweihe am 15. Oktober 1952 in Berlin

Die drei Tonnen schwere Eisenhartgussglocke wurde in der Glockengießerei Schilling und Lattermann in Morgenröthe im Vogtland gegossen. Einen zeitgenössischen Beitrag Über Sinn und Bedeutung der Friedensglocke veröffentlichte der Schriftsteller Karl Reinhold Döderlin in  der Neuen Zeit. Am 11. Oktober 1952 wurde die Glocke nach Berlin transportiert und an einem Glockenstuhl aus Stahlträgern vorübergehend aufgehängt und bis zur Weihe verhüllt. Die Glockenweihe fand am 15. Oktober 1952 in Berlin um 17.00 Uhr am Platz vor dem Bahnhof Friedrichstraße statt. Dabei erfolgte auch das Einläuten im Beisein von angereisten Besuchern des VI. Parteitags der CDU der DDR und unter Teilnahme der Bevölkerung. Die Glocke wurde am 27. Januar 1953 anlässlich einer Unterzeichnung des Oder-Neiße-Grenzvertrags in Frankfurt (Oder) aufgestellt. Sie wurde vom Präsidenten des Friedensrats der DDR Walter Friedrich der Öffentlichkeit übergeben.
Die Glocke hing bis 2011 in einem Glockenhaus am Holzmarkt (52° 20′ 38,5″ N, 14° 33′ 28,2″ O). Ein erster Entwurf vom 6. Oktober 1952 hatte einen offenen hölzernen Glockenstuhl vorgesehen. Der ausgeführte Entwurf vom November 1952 stammte vom Architekten Johannes Müller (1905–1985) und dem VEB Projektierung Brandenburg, Zweigstelle Frankfurt (Oder), Brigade Zeschke. Die Bauausführung lag beim Kreisbaubetrieb Frankfurt (Oder). Das Glockenhaus stand auf einem seit der Enttrümmerung nach Ende des Zweiten Weltkrieges unbebauten Gelände am Holzmarkt nahe der Oder. Es war entlang der Bischofstraße (damals Julian-Marchlewski-Straße) vom Rathaus aus zu sehen. Das Glockenhaus war ein gemauerter, verputzter Turm mit flachem Zeltdach. Nach allen vier Seiten war es mit hohen Rundbögen geöffnet. An der Nordseite war eine Sandsteintafel mit folgender eingemeißelter Inschrift angebracht: „Der Frieden besiegt den Krieg. Aus Anlass der Unterzeichnung des Vertrages über die Oder-Neisse-Friedensgrenze überreichte am 27.1.1953 der Präsident des Deutschen Friedensrates Professor Dr. Walter Friedrich diese Friedensglocke. Sie ist das Symbol des Friedens und der Freundschaft zwischen dem polnischen und dem deutschen Volk.“

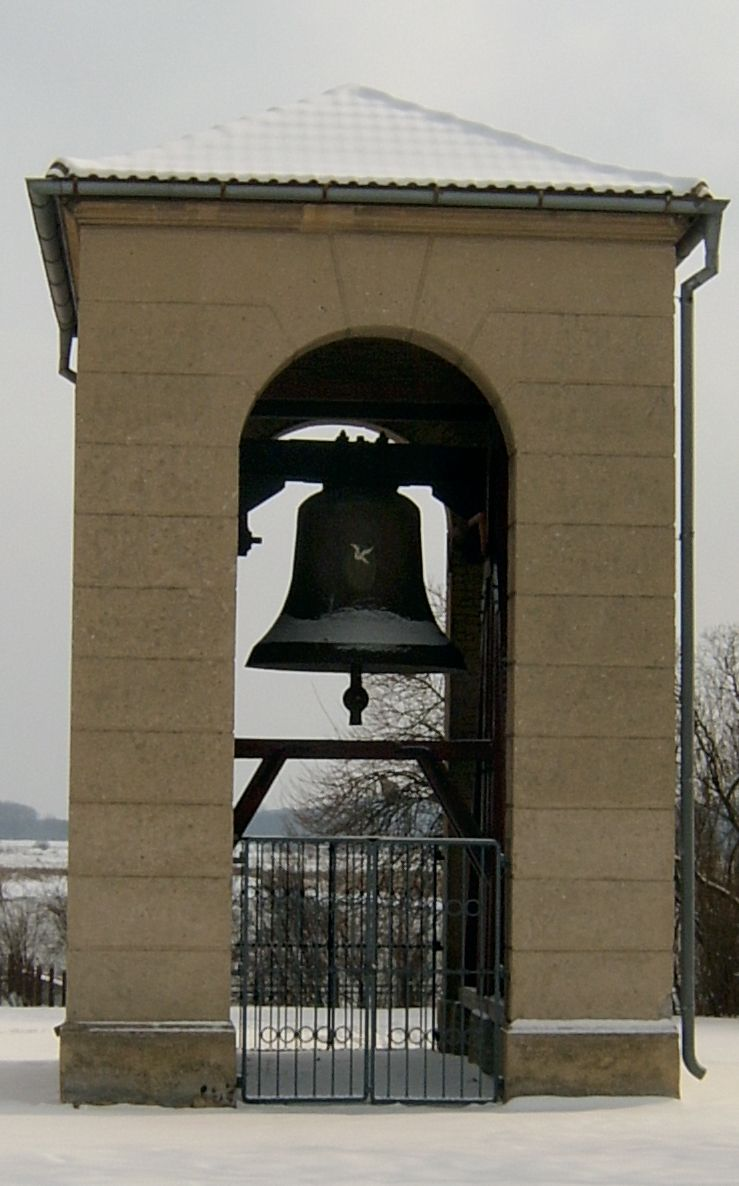
Die Friedensglocke im Glockenhaus (1953–2011)

2002 wurde beschlossen, die Glocke ans südliche Ende des Holzmarktes zu versetzen. 2011 wurde ein Glockenstuhl vom Architektenbüro Gruber + Popp errichtet. Die Glocke wurde am 2. Februar 2011 aus dem Glockenhaus entfernt und anschließend von Mechanikermeister Horst Bittner in Neuenhagen bei Berlin saniert. Die Gesamtkosten der Sanierung und des Glockenstuhls beliefen sich auf rund 250.000 Euro. Eine Steinplatte mit Widmung von der Südseite des alten Glockenhauses wurde neben der neuen Glockenaufhängung angebracht. Am 30. August 2011 wurde der Glockenstuhl der Friedensglocke an der Oderpromenade (52° 20′ 42,7″ N, 14° 33′ 26,7″ O) eingeweiht. Die Glocke wird seither von einem Glockenstuhl aus poliertem Edelstahl umrahmt und gehalten.